# Metron fasciata
Metron fasciata is een vlinder uit de familie van de dikkopjes (Hesperiidae). De wetenschappelijke naam van de soort is, als Pamphila fasciata, voor het eerst geldig gepubliceerd in 1877 door Heinrich Benno Moschler. Deze naam wordt wel beschouwd als een synoniem van Metron zimra (Hewitson, 1877).